# Pablo Granoche
Pablo Mariano Granoche Louro (Montevideo, 5 de setembro de 1983) é um futebolista uruguaio, Granoche, atua na posição de atacante com passagens pelo futebol uruguaio, mexicano, e atualmente italiano, defendendo o clube Modena FC.